# João Spadari Adami
João Spadari Adami (Caxias do Sul, 11 de janeiro de 1897 — Caxias do Sul, 4 de dezembro de 1972) foi um historiador brasileiro. Embora tendo uma educação precária e carecendo de um método científico, sua atividade incansável, trazendo à luz uma massa de valiosa documentação esquecida, lançou as bases da historiografia caxiense, e a grande preocupação em manter-se fiel às fontes documentais deu solidez ao seu trabalho, que permanece uma referência pioneira e obrigatória para o conhecimento da fundação e evolução da cidade. 

## Biografia
Era filho dos imigrantes italianos Francesco Adami e Selene Spadari, que chegaram a Caxias ainda menores de idade, tendo viajado com seus pais. Os pais de Francesco chegaram nos primeiros dias de 1877, quando o filho tinha seis anos, e os de Selene em 1891, tendo ela quinze anos. Após seu casamento, Francesco e a esposa se estabeleceram onde futuramente surgiria o bairro São Pelegrino. Ele trabalhou como sapateiro e ela como lavadeira. Tiveram os filhos João, Alfredo (falecido pequeno), Alfredo II, Adelaide, Catarina, Clara, Francisca, Ernesto, Santina e Maria.
Aos 9 anos de idade foi iniciado no ofício de alfaiate, e pouco depois no de barbeiro. Em sua adolescência foi jogador de futebol, participando em 1910 da fundação do primeiro time da cidade, o Esporte Clube Ideal, de breve existência, mas importante porque, segundo Cruz et alii, foi "uma iniciativa muito significativa numa cidade conservadora onde até então os principais esportes a serem disputados eram o jogo de cartas, o jogo da mora e o jogo da bocha", sendo "o impulsionador e difusor da prática futebolística que, muito em breve, seria absorvida e disseminada como mais uma atividade de cunho social pelos clubes recreativos da cidade".

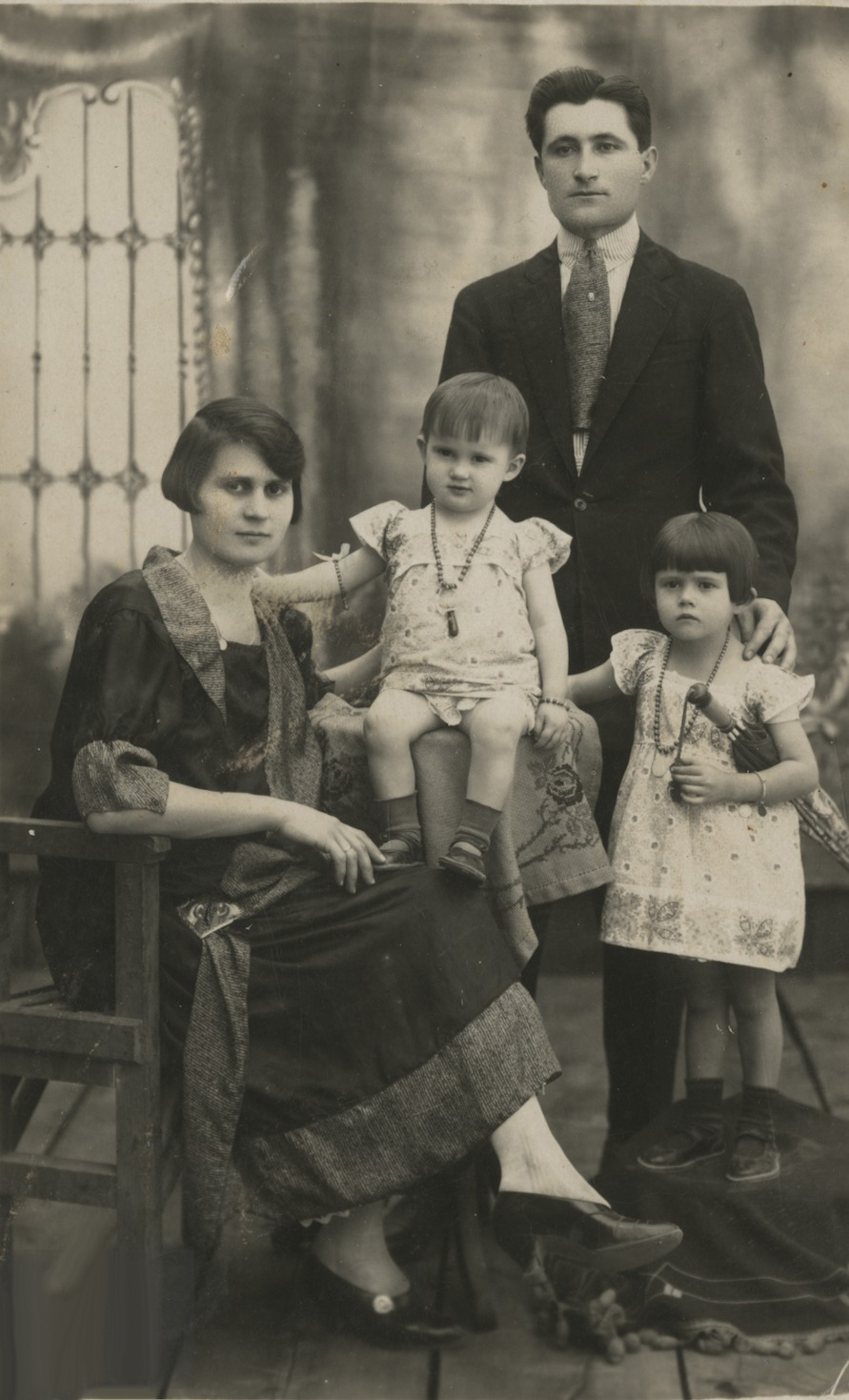
João Spadari Adami em 1929 com sua esposa Etelvina e as filhas Serenita, sentada, e Teresinha

Com 14 anos mudou-se para o distrito de Ana Rech, onde estabeleceu sociedade em uma barbearia. Em 1913 viajou para Antônio Prado a fim de ajudar um primo. Deveria voltar em poucos dias, mas lá permaneceria por muitos anos. Em 1919 foi convocado pelo Exército para servir em Cruz Alta. Em 1923 voltou a Antônio Prado. Nesta época despertou seu interesse pela história de Caxias do Sul, tema ao qual devotaria o resto de sua vida.
Em 1929 radicou-se definitivamente em Caxias do Sul, ganhando a vida como barbeiro e alfaiate. Em seu gabinete de trabalho, nos fundos da sua barbearia/alfaiataria, mantinha uma grande coleção de documentos e lá foi fundada a Academia Caxiense de Letras, da qual foi um dos idealizadores, sendo secretário ad hoc na sessão de fundação, e depois ocupando a Tesouraria. Foi um dos mais ativos membros desta entidade até pouco antes de falecer. Também assumiu por alguns anos a direção do Museu Municipal, na época fundido ao Arquivo Histórico Municipal. Foi casado com Etelvina Lautert de Castro, tendo com ela cinco filhos: Theresinha Belkys, Victor Francisco, Serenita Maria, Mirian e Maria de Lourdes.

## Obra
Adami foi o pioneiro da historiografia caxiense, em uma época em que ali nada havia sido estudado com profundidade, destacando-se também pela sua incomum objetividade e fidelidade aos documentos, ao passo que a "história oficial" ainda era sistematicamente mitificada em discursos grandiloquentes que divulgavam uma série de erros factuais sobre a formação da cidade. Em suas pesquisas desenterrou uma grande quantidade de documentos esquecidos em arquivos públicos e coleções privadas, transcrevendo e publicando muitos deles. Durante anos manteve em sua barbearia o Centro Informativo da História Caxiense, onde acumulou vasta quantidade de material historiográfico, e publicou na imprensa diversos artigos e crônicas sobre temas específicos. Apesar do seu amadorismo, os historiadores locais são unânimes em reconhecer a importância do seu trabalho e o seu vanguardismo em um campo até então inexplorado.
Seu trabalho avulta ainda mais porque Adami teve uma educação muito deficiente, cursando somente até o 3º ano primário, e depois recusou-se a continuar na escola. Sempre reconheceu sua formação precária, e protestava contra os especialistas que não se interessavam pelo passado caxiense, obrigando um amador a fazer o que eles deveriam fazer. Não obstante, quando maduro era frequentemente consultado por professores e alunos sobre o tema de sua predileção, chegando a dar numerosas palestras na Universidade de Caxias do Sul, em escolas, grupos culturais e outros espaços.

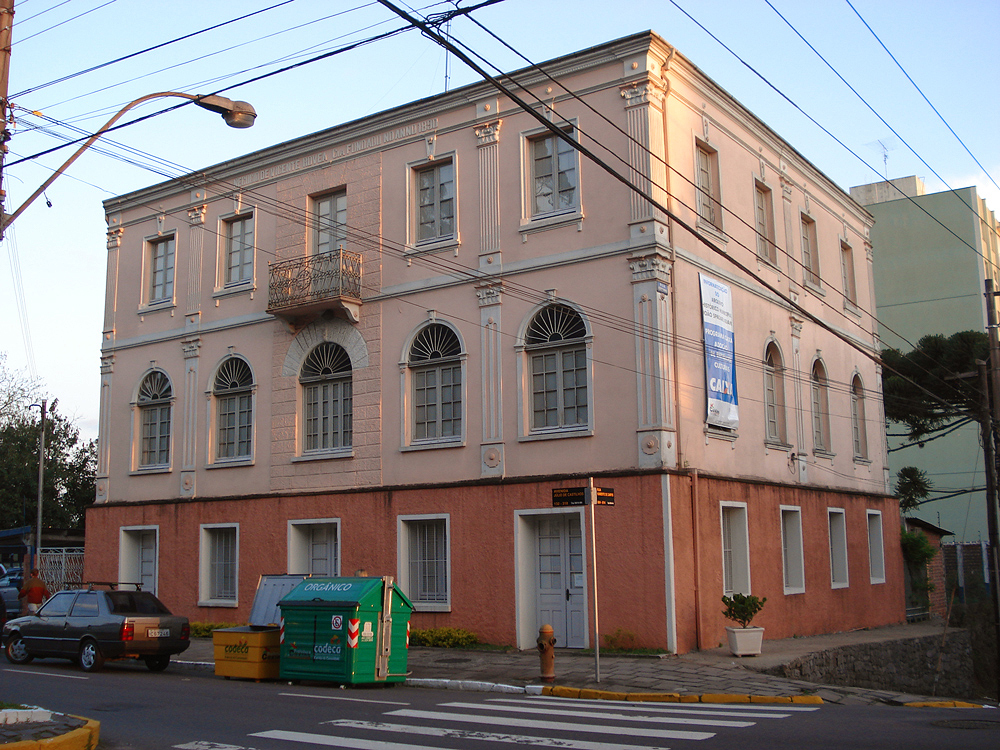
A sede do Arquivo Histórico Municipal João Spadari Adami.

Sua obra-prima é História de Caxias do Sul, em 7 volumes, publicados entre 1951 e 1981, até hoje uma referência básica para o conhecimento da história local. O inestimável acervo documental que reuniu ao longo dos anos foi doado por seus descendentes ao Arquivo Histórico Municipal João Spadari Adami, que desde 1997 leva seu nome em memória e homenagem ao seu trabalho. Ele também recebeu da Municipalidade a Medalha Caxias do Sul por seus relevantes serviços e após sua morte seu nome batizou uma rua. Foi a inspiração para um dos personagens do livro Script, de Tadiane Tronca, e foi homenageado na Festa da Uva de 2016. Nas palavras de Mário Gardelin, 
"Poucas pessoas se apaixonaram tanto por um ideal e lhe dedicaram tão constante esforço como João Spadari Adami à história de Caxias do Sul. A natureza deu-lhe entusiasmo e empenho, mas recusou-lhe estudo básico, e o que teria sido o meio mais eficaz, a frequência a uma faculdade. [...] E isso não impediu que escrevesse nos jornais, abordando ideias e fatos muitas vezes polêmicos ou adotando posições políticas que hoje necessitam ser interpretadas. [...] Testemunhou a história, escrevendo e observando episódios que ele assistiu, colecionando jornais e fotografias. [...} João Spadari Adami, de certa forma, repete no tocante à história o que os pioneiros foram em relação à agricultura, ao comércio e à indústria. Improvisaram. Trabalharam por intuição. E os resultados foram excelentes".
Na apreciação de Décio Bombassaro, 
"Seu trabalho tinha um objetivo claro: trazer à luz os verdadeiros acontecimentos que precederam e foram decisivos para a fundação de Caxias do Sul. Na missão que a si mesmo impôs, João Spadari foi impecável. Não que tenha utilizado processos científicos de pesquisa, já que não os conhecia. O seu estilo é panfletário, limitando-se a formular afirmações escudado nos documentos oficiais históricos. Ele não acreditava em depoimentos orais, fáceis de escamoteação, quer pela idade avançada, quer pela vaidade humana. Para o jornalista e historiador Mário Gardelin, quando se examina a obra de João Spadari Adami e a sua contribuição para a história de Caxias do Sul, fica-se espantado pelo muito que fez, dispondo de tão poucos meios. De um lado, escorou-se em seu instinto de homem apaixonado pela história, da qual, entretanto, não tinha uma visão mítica ou heroica, mas sim o puro gosto de saber e de conhecer os fatos. De outro lado, conseguiu ler, anotar e publicar milhares de documentos e esboçar estudos que serão sempre citados pelo historiador do futuro".

### Publicações
- História de Caxias do Sul
  - Volume I: Caxias A Pérola das Colônias
  - Volume II: Caxias do Sul
  - Volume III: História de Caxias do Sul 1864-1962
  - Volume IV: História de Caxias do Sul 1964-1970
  - Volume V:  História de Caxias do Sul: Exposições e Festas da Uva 1881-1965
  - Volume VI: História de Caxias do Sul (Educação) 1877-1967
  - Volume VII: História de Caxias do Sul (Social-Esportiva)
- História da Poesia Caxiense
- História da Música Caxiense
- Dicionário de Intelectuais Caxienses
- Caxias e o Elemento Luso-Brasileiro
- Meus Tropeços com o Italianismo
- Escrevendo para Mim
- Numerosas crônicas e ensaios publicados em jornais e folhetos